# Lyphira heterograna
Lyphira heterograna is een krabbensoort uit de familie van de Leucosiidae. De wetenschappelijke naam van de soort is voor het eerst geldig gepubliceerd in 1892 door Ortmann.